# Sobralia dorbignyana
Sobralia dorbignyana är en orkidéart som beskrevs av Heinrich Gustav Reichenbach. Sobralia dorbignyana ingår i släktet Sobralia och familjen orkidéer. Inga underarter finns listade i Catalogue of Life.